# Trương Bảo (Khăn Vàng)

Trương Bảo

Trương Bảo (tiếng Trung: 張寶, bính âm: Zhang Bao; ?-184) là một trong các thủ lĩnh của cuộc khởi nghĩa Khăn Vàng vào cuối thời nhà Đông Hán trong lịch sử Trung Quốc.

## Khởi binh
Ông là người huyện Cự Lộc, tỉnh Hà Bắc, em của thủ lĩnh Trương Giác. Ông còn một người anh em nữa là Trương Lương. Trương Bảo cùng Trương Giác và Trương Lương dùng phương thức ma thuật hoặc thuật thôi miên, vẽ bùa niệm chú chữa bệnh cứu người, lấy được lòng tin của nhiều người trong thiên hạ. Sau hơn 10 năm hoạt động, anh em ông nhân danh dùng Đạo giáo tập hợp được 36 vạn tín đồ. Trước tình hình nhà Hán ngày càng suy yếu và mất lòng tin của nhân dân cực khổ, anh em ông quyết định phát động quần chúng nổi dậy nhằm lật đổ chính quyền Đông Hán. Tháng 2 âm lịch năm 184, anh em Trương Bảo quyết định khởi binh. Trương Giác tự xưng là Thiên công tướng quân, Trương Bảo tự xưng là Địa công tướng quân, Trương Lương tự xưng là Nhân công tướng quân, trong quân may cờ màu vàng làm hiệu. Quân Khăn Vàng đồng loạt nổi lên tấn công vào các thôn trang. Chỉ trong không đầy 10 ngày, người trong thiên hạ hưởng ứng rất nhiều, kinh đô Lạc Dương chấn động. Hán Linh Đế phái 3 tướng là Lư Thực, Hoàng Phủ Tung và Chu Tuấn đi dẹp anh em Trương Bảo.

## Thất bại
Do không được tổ chức tốt, dù có lực lượng đông nhưng quân Khăn Vàng mau chóng bị các tướng triều đình đánh bại sau những thắng lợi ban đầu. Cuối năm 184, sau khi anh Trương Giác qua đời vì bệnh và em Trương Lương tử trận tại Quảng Tông, chỉ còn Trương Bảo cầm quân. Tháng 11 năm 184, do bị thất thế, Trương Bảo chạy về Hạ Khúc Dương. Tướng nhà Hán là Hoàng Phủ Tung mang quân đuổi theo, lệnh cho Thái thú Cự Lộc là Phùng Dực cùng hợp lực truy kích. Hai cánh quân phối hợp đại phá quân Khăn Vàng ở Khúc Dương. Trương Bảo bị quân Hán bắt và mang chém. Số quân Khăn Vàng bị giết tại Hạ Khúc Dương lên tới hàng chục vạn người, được chôn chung ở phía nam thành Hạ Khúc Dương thành ngôi mộ rất lớn (kinh quan).

## Trong Tam Quốc diễn nghĩa
Trương Bảo được nhắc tới trong tiểu thuyết Tam Quốc diễn nghĩa từ hồi 1 đến hồi 2. Ông được mô tả là người dùng yêu thuật đánh trận để chống quân triều đình và bị các tướng nhà Hán phá được phép thuật nên bại trận. Ông đã bị trúng tên của Lưu Bị trên đường chạy trốn. Sau cùng ông bị bộ tướng Nghiêm Chính phản bội, chém chết để ra hàng quân Hán.